# Lípa svobody (Zličín)
Lípa svobody ve Zličíně je významný strom, který roste v Praze v ulici U Lípy poblíž křižovatky s ulicí Hrozenkovská v centru obce.

## Popis
Lípa je dominantním stromem staré zličínské návsi. Má do výšky protáhlou korunu a obvod kmene 220 cm; výška není uvedena (r. 2016). V databázi významných stromů Prahy je zapsaná od roku 2014.

## Historie
Lípa svobody byla vysazena roku 1919 na připomínku vzniku Československé republiky. K roku 1939 je zaznamenán kolem stromu plůtek.
Od konce 70. let 20. století nese ulice vedoucí kolem ní název „U Lípy“.